# باشگاه فوتبال الخلیج خور فکان
باشگاه فوتبال الخلیج خور فکان (انگلیسی: Al Khaleej Club) یک باشگاه فوتبال در کشور امارات متحده عربی است.
این باشگاه در شهر خور فکان واقع شده و در سال ۱۹۸۱ تأسیس شده است.

## بازیکنان مطرح
- مبارک غانم
- خلیل غانم
- عبدالله علی سلطان
- رابسون جانواریو
- عزیزبک آمانوف